# Éparchie de l'Annonciation d'Ibadan des Maronites
L'éparchie de l'Annonciation d'Ibadan des Maronites est une juridiction de l'Église catholique destinée aux fidèles de l'Église maronite, Église orientale en communion avec Rome, résidant en Afrique occidentale et centrale. 

## Histoire et organisation
L'exarchat apostolique d'Afrique centrale et occidentale des Maronites est érigé le 13 janvier 2014, par le pape François. L'exarchat couvre les pays d'Afrique de l'Ouest et d'Afrique centrale. Des visiteurs apostoliques sont par ailleurs désignés pour les fidèles maronites en Afrique du Nord et en Afrique australe. Le siège de l'exarchat se trouve à Ibadan au Nigéria. Le 28 février 2018, l'exarchat est élevé en éparchie sous le nom d'Eparchie de l'Annonciation avec siège à Ibadan au Nigeria. 

## Liste des ordinaires

### Est exarque
- 13 janvier 2014-28 février 2018 : Simon Faddoul (en)

### Sont éparques
- depuis le 28 février 2018 : Simon Faddoul (en)